# Sojourner Truth
Sojourner Truth, född Isabella Baumfree (enligt vissa källor Isabella Van Wagener) cirka 1797 i Swartekill i Ulster County i delstaten New York, död 26 november 1883 i Battle Creek i Michigan, var en amerikansk frihetshjälte som kämpade för slaveriets avskaffande och kvinnors rättigheter. 
Truth föddes som slav, men flydde och blev senare en kristen predikant. Hon höll sitt mest kända tal, "Ain't I a Woman?", i Ohio 1851. Under amerikanska inbördeskriget hjälpte hon till att rekrytera svarta soldater till Nordstatsarmén. Hon arbetade också för kvinnors rösträtt och fängelsereformer. 2016 meddelades att Truth kommer avbildas på baksidan av den nya 10 dollar-sedeln, tillsammans med andra suffragetter som kämpat för kvinnlig rösträtt.

## Biografi
Truths födelseår är osäkert men brukar anses vara 1797. Hon var en av tio eller tolv syskon. Hennes familj var slavar hos familjen Hardenbergh i Swartekill i staten New York. När Charles Hardenbergh dog 1806 såldes den då nioåriga Truth på auktion tillsammans med en flock får för 100 dollar. Hennes nya ägare hette John Neely, bodde nära Kingston i New York och slog henne nästan dagligen. 1808 såldes hon igen, till Martinus Schryver, och 1810 köptes hon av John Dumont.
1815 förälskade sig Truth i en slav från en granngård, vid namn Robert. När det upptäcktes misshandlades Robert svårt av sin ägare. Han dog ett år senare, möjligen av skadorna från misshandeln. Kort därefter födde Truth en dotter som fick namnet Diana. Efter påtryckningar från Dumont gifte sig Truth år 1817 med Thomas Jeffery Harvey. Paret fick fyra barn: Peter (1822), James (som dog ung) Elizabeth (1825) och Sophia (1826).
Staten New York hade redan 1799 påbörjat processen att avskaffa slaveriet, en process som fullbordades den 4 juli 1827. Dumont hade lovat att ge Truth hennes frihet ett år i förväg om hon arbetade väl och uppförde sig pålitligt. Han bröt dock sitt löfte, och hävdade att en skada på handen hade gjort henne mindre produktiv. Truth ska ha blivit rasande över detta, och sent under 1826 flydde hon tillsammans med sitt yngsta barn Sophie. Truth själv såg det inte som att hon flydde, utan som att hon hade rätt att ge sig av.
De fick en tid bo hos Isaac och Maria Van Wagenen. Isaac förhandlade med Dumont och betalade 20 dollar för att Truth skulle få bo och arbeta hos dem året ut, tills slaveriet formellt avskaffats.   
Dumont sålde dock Truths son Peter illegalt till en ny ägare i Alabama. Truth tog ärendet till domstol, och 1828 fick hon tillbaka sin son. Hon blev därmed en av de första svarta kvinnor som vann mot en vit man i domstol.   
Under sin tid hos familjen Van Wagenen hade Truth en stark, kristen upplevelse. 1829 flyttade hon till New York och tog arbete som hembiträde hos den kristne predikanten Elijah Pierson.  
1843 ändrade hon sitt namn till Sojourner Truth.
Samma år gick Truth med i Northampton Association of Education and Industry, en utopisk gemenskap i Northampton i Massachusetts som försökte skapa ett samhälle där "alla har samma rättigheter utan åtskillnad av kön, hudfärg eller tillstånd, sekt eller religion". Gemenskapen existerade under fyra och ett halvt år, och hade under den tiden sammanlagt 240 medlemmar (som mest 120 medlemmar vid ett tillfälle). Under den tiden träffade hon William Lloyd Garrison, Frederick Douglass, och David Ruggles. När gemenskapen splittrades 1846 stannade hon kvar i Florence, Massachusetts där hon tillsammans med grannen Olive Gilbert arbetade för att sammanställa en biografi som kom ut 1850 (Narrative of Sojourner Truth: A Northern Slave).
Senare i livet blev hon en talare för både rörelsen för slaveriets avskaffande och kvinnors rättigheter. Truth höll sitt mest kända tal "Ain't I a Woman?" på de amerikanska kvinnornas andra frihetskongress, i Ohio 1851.
1857 flyttade Truth till Michigan. Under det amerikanska inbördeskriget organiserade hon insamlingar av proviant för Nordstatsarmén. Efter att kungörelsen om slavarnas frihet släppts flyttade Truth till Washington D.C. för att arbeta med före detta slavar. 1864 träffade hon president Abraham Lincoln, och några år senare träffade hon president Ulysses Grant i Vita huset. Hon var vän med Harriet Tubman.
Hon återvände till Michigan 1867 och dog i sitt hem i Battle Creek i Michigan den 26 november 1883. Inför sin död ska hon ha sagt "Jag kommer inte att dö. Jag kommer hem som ett stjärnskott".
Sojourner Truth är begravd i Oak Hill Cemetery i Battle Creek. 

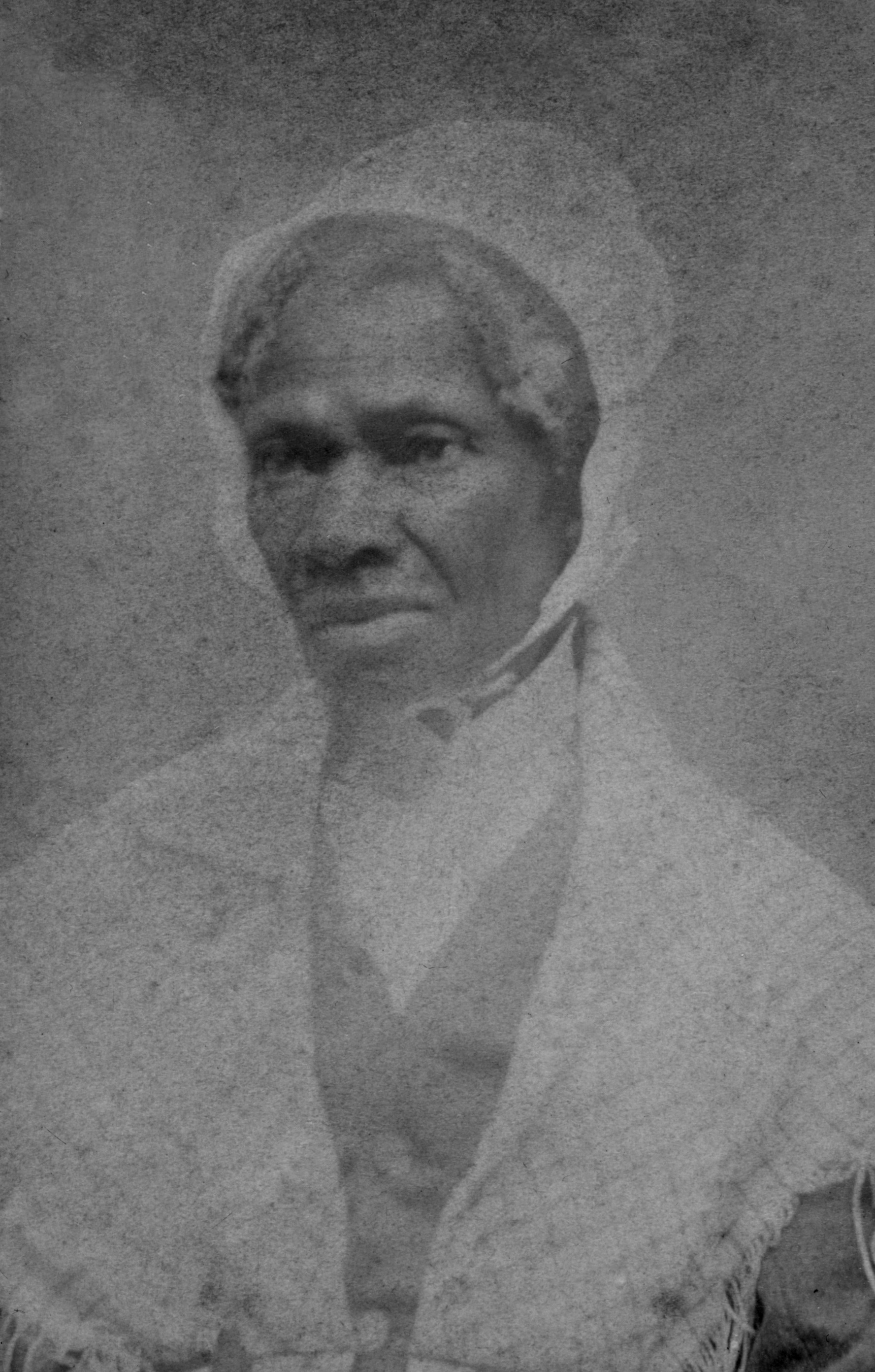
Sojourner Truth, ca 1864

## Eftermäle
Truth citerades av djurrättsfilosofen Peter Singer i Animal Liberation (1975) för att styrka hans argument att, om att man förmodligen tillhandahöll en högre intelligens inte gjorde det rätt att misshandla på grund av kön eller ras, så kan det inte ge människor rätten att utnyttja icke-mänskliga djur.
1983 blev hon intagen i Michigan Women's Hall of Fame.
1994 uppkallas nedslagskratern Truth på planeten Venus är efter henne.
1997 fick NASAs Mars Pathfinder-uppdragets robot namnet "Sojourner" efter Sojourner Truth.
Den svenska kampanjen Ain't I a Woman - papperslösa kvinnors rätt till skydd har tagit sitt namn efter Sojourner Truths tal med samma namn.
2009 blev Truth första afroamerikanska kvinna att hedras med en byst i Kapitolium i Washington D.C.
2014 var Sojourner Truth med på Smithsonians lista på de 100 mest betydande amerikaner genom tiderna.
2016 meddelades att Sojourner Truth kommer avbildas på baksidan av den nya 10 dollar-sedeln. Hon delar platsen med bland andra Susan B. Anthony, Elisabeth Cady Stanton, Alice Paul och Lucretia Mott.